# Känguru-Insel-Emu
Der Känguru-Insel-Emu (Dromaius novaehollandiae baudinianus, Syn.: Dromaius baudinianus) ist eine ausgestorbene Unterart aus der Gattung der Emus (Dromaius). Der Laufvogel war ein Endemit der Känguru-Insel in South Australia. Die Art war spätestens 1836 ausgestorben.

## Beschreibung
Der Känguru-Insel-Emu ist nur von wenigen historischen Beobachtungen und von Knochen und Eiresten bekannt.
Die Art war noch kleiner als der auf King Island endemische Schwarze Emu (Dromaius ater). Möglicherweise hatte er eine weiße Brust.
Im South Australian Museum in Adelaide wurde eine Rekonstruktion eines Känguru-Insel-Emus erstellt.

## Lebensweise
Zur Lebensweise ist fast nichts bekannt. Es wird angenommen, dass die Art in den Wäldern im Inneren der Inseln lebte. Sie hat aber offenbar auch – insbesondere abends – Strände und angrenzende Sanddünen aufgesucht, um an Stellen mit Süßwasser zu trinken. Das recht häufige Tier lebte in Gruppen.

## Entdeckungsgeschichte und Systematik

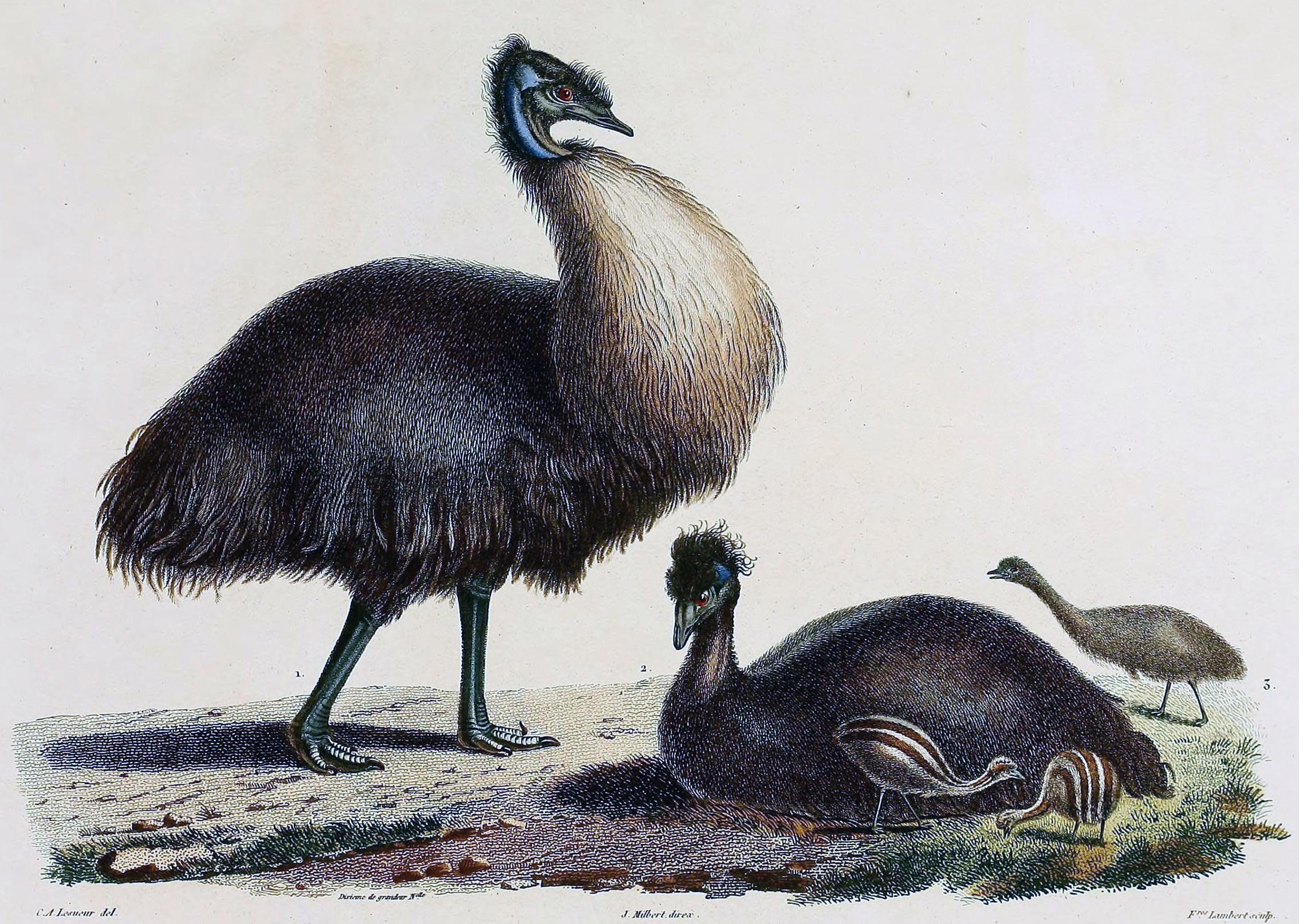
Stich von F. Lambert nach Vorlagen von Charles-Alexandre Lesueur, dem offiziellen naturwissenschaftlichen Zeichner auf der Baudin-Expedition, publiziert in Voyage de Découvertes aux Terres Australes, herausgegeben in Paris 1808–1811

Der Känguru-Insel-Emu wurde erst 1984 als eigenständige Art beschrieben. Heute wird der Känguru-Insel-Emu von der International Ornithological Union als Unterart des Emus (Dromaius novaehollandiae) gelistet.

## Aussterben
Der letzte sichere Nachweis erfolgte im Jahr 1819. Die Art war spätestens 1836 ausgestorben. Nicolas Baudin brachte von seiner Expedition von 1800 bis 1804 drei Tiere nach Frankreich mit, von denen eines in Paris bis ins Jahr 1822 lebte.
Die Angaben zu möglichen Aussterbeursachen sind widersprüchlich. Das Department of Sustainability, Environment, Water, Population and Communities in Canberra gibt Vermutungen wieder, nach denen das Aussterben vor allem durch wiederholte Brandrodungen zur Umwandlung von Wald- und Buschland in Weideland verursacht worden sein könnte; die Jagd hat nach den dort zitierten Quellen nur eine geringe Rückgangsursache gespielt. Laut IUCN war die Jagd jedoch die Hauptursache des Aussterbens; der IUCN zufolge hat ein Siedler die Art auf der Insel systematisch ausgerottet.
1906 besuchte der australische Zoologe James Andrew Kershaw (1866–1946) die Känguru-Insel, wo er mehrere Emu-Knochen fand.